# Dragiša Binić
Dragiša Binić (en serbe cyrillique : Драгиша Бинић) (né le 20 octobre 1961  à Golubovac en Yougoslavie) est un footballeur serbe, qui évoluait au poste d'attaquant à l'Étoile Rouge de Belgrade et en équipe de Yougoslavie.
Binić a marqué un but lors de ses trois sélections avec l'équipe de Yougoslavie entre 1990 et 1991.

## Carrière
- 1980-83 : Napredak Krusevac  Yougoslavie
- 1983-87 : FK Radnički Niš  Yougoslavie
- 1987-88 : FK Étoile rouge de Belgrade  Yougoslavie
- 1988-89 : Brest Armorique FC  France
- 1989-90 : Levante UD  Espagne
- 1990-91 : FK Étoile rouge de Belgrade  Yougoslavie
- 1991-93 : SK Slavia Prague  Tchécoslovaquie
- 1993-94 : APOEL Nicosie  Chypre
- 1994 : Nagoya Grampus Eight  Japon
- 1995 : Tosu Futures  Japon

## Palmarès

### En équipe nationale
- 3 sélections et 1 but avec l'équipe de Yougoslavie entre 1990 et 1991.

### Avec l'Étoile Rouge de Belgrade
- Vainqueur de la Coupe des clubs champions européens en 1991.
- Champion de Yougoslavie en 1988 et 1991.